# Mistrovství světa v zápasu ve volném stylu 2016
Mistrovství světa v zápasu ve volném stylu 2016 se uskutečnilo v maďarské Budapešti od 10. do 11. prosince 2016.

## Výsledky

### Volný styl muži
| Kategorie | Zlato                | Stříbro          | Bronz                 | Bronz                  |
| --------- | -------------------- | ---------------- | --------------------- | ---------------------- |
| 61 kg     | Logan Stieber        | Beka Lomtadze    | Achmed Čakajev        | Akhmednabi Gvarzatilov |
| 70 kg     | Magomed Kurbanalijev | Nurlan Bekzhanov | Elaman Dogdurbek Uulu | Mostafa Hosseinkhani   |

### Volný styl ženy
| Kategorie | Zlato        | Stříbro         | Bronz           | Bronz                     |
| --------- | ------------ | --------------- | --------------- | ------------------------- |
| 55 kg     | Mayu Mukaida | Irina Ologonova | Aiyim Abdildina | Davaasükhiin Otgontsetseg |
| 60 kg     | Pei Xingru   | Alli Ragan      | Emese Barkaová  | Linda Morais              |